# 串間市立北方中学校
串間市立北方中学校（くしましりつ きたかたちゅうがっこう）は、かつて宮崎県串間市大字北方にあった公立の中学校。
2017年（平成29年）3月末をもって閉校となり、同年4月より「串間市立串間中学校」に統合された。

## 概要
歴史
1947年（昭和22年）の学制改革により、新制中学校として創立。2017年（平成29年）3月末をもって閉校となり、串間市内の中学校6校（福島・北方・大束・本城・市木・都井）すべての統合により、串間市立串間中学校（校地は旧・福島中）となった。
校章
1957年（昭和32年）制定。中央に「中」の文字を配している。
校歌
作詞は長嶺宏、作曲は石田良夫による。歌詞は3番まであり、各番の歌詞中に校名の「北方中」が登場する。
通学区域
- 串間市立北方小学校区
- 串間市立秋山小学校区

## 沿革
- 1947年（昭和22年）- 学制改革が行われる（六・三制の実施）。
  - 4月1日 - 第一北方国民学校の初等科が、新制小学校「北方村立第一小学校」に改組・改称。
  - 4月30日 - 第一北方国民学校の高等科が、北方青年学校の普通科とともに、新制中学校「北方村立北方中学校」に改組・改称。
  - 5月6日 - 開校式および入学式を挙行。初代校長に門川末雄が着任。当初は第一小学校に併設の形をとる。
  - 9月 - PTAが発足。
- 1948年（昭和23年）
  - 3月31日 - 北方青年学校が廃止される。
  - 4月 - 新校舎（10教室）が完成。
- 1953年（昭和28年）4月 - 本館が完成。
- 1951年（昭和26年）1月1日 - 北方村が福島町に編入されたため、「福島町立北方中学校」と改称。
- 1954年（昭和29年）11月3日 - 町村合併により、串間市が発足。これにより、「串間市立北方中学校」（最終名）に改称。
- 1957年（昭和32年）5月 - 校章旗・校旗を制定。
- 1966年（昭和41年）
  - 4月 - 特殊学級を開設。
  - 12月 - 校門が完成。
- 1970年（昭和45年）2月 - 鉄骨造2階建て新校舎（8教室）が完成。
- 1971年（昭和46年）
  - 7月 - 体育後援会が発足。
  - 9月 - 完全給食を開始。
- 1972年（昭和47年）3月 - 体育館が完成。
- 1975年（昭和50年）2月 - サーキットトレーニングコースが完成。
- 1978年（昭和53年）
  - 3月 - 管理棟が完成。
  - 6月 - 交通公園が完成。
- 1980年（昭和55年）3月 - プールが完成。
- 1981年（昭和56年）3月 - 新技術室が完成。
- 1989年（平成元年）3月 - 旧校舎を解体。
- 1993年（平成5年）1月 - コンピュータ教室が完成。
- 1997年（平成9年）12月7日 - 創立50周年記念式典を挙行。
- 2003年（平成15年）3月 - 新体育館が完成。
- 2017年（平成29年）3月31日 - 串間市立串間中学校への統合により、閉校。70年の歴史に幕を閉じる。

## 交通アクセス
最寄りの鉄道駅
- JR九州 日南線 「日向北方駅」から徒歩10分。

最寄りの幹線道路
- 宮崎県道48号市木串間線

## 周辺
- 串間市学校給食共同調理場
- 串間市立北方小学校
- 古川運動公園
- 永徳寺
- 北神社
- 福島川
- 初田川